# Koźminek
Koźminek è un comune rurale polacco del distretto di Kalisz, nel voivodato della Grande Polonia.
Ricopre una superficie di 88,43 km² e nel 2004 contava 7 478 abitanti.